# Dinosaur (альбом Dinosaur Jr.)
Dinosaur (с англ. — «Динозавр») — дебютный студийный альбом американской альтернативной рок-группы Dinosaur Jr., выпущенный 16 июля 1985 года лейблом Homestead Records. Альбом был первоначально выпущен, когда группа всё ещё была известна просто как Dinosaur, до того, как судебный процесс вынудил изменить название на нынешнее. Таким образом, изначально это был одноимённый альбом, но последующие выпуски сохранили название Dinosaur.
Альбом не оказал большого коммерческого или критического успеха: за первый год было продано всего около 1500 копий, и большинство музыкальной прессы в значительной степени проигнорировало его.

## Предыстория
До группы Dinosaur Jr. Джей Маскис и Лу Барлоу играли в хардкор-панк-группе Deep Wound, когда оба учились в средней школе в западном Массачусетсе в 1982 году. После окончания обучения Маскис и Барлоу стали слушать более медленную, но всё ещё агрессивную музыку, как у таких исполнителей, как Black Sabbath, The Replacements и Нил Янг. Джерард Кослой, колледжский друг Маскиса, познакомил последнего с поп-группами с влиянием психоделической музыки, такими как Dream Syndicate, которые Маскис, в свою очередь, показал Барлоу.
После распада Deep Wound в 1984 году Кослой бросил Университет Массачусетса в Амхерсте, чтобы сосредоточиться на управлении своим независимым звукозаписывающим лейблом Homestead Records, и пообещал Маскису, что если он сделает запись, Homestead её выпустит. Маскис сочинил несколько песен и показал их Барлоу, предложив ему роль бас-гитариста: 

[песни]… были чертовски великолепны… Они были так далеко уходили за рамки. Мне всё ещё нравились песни с двумя аккордами и простые вещи, такие как «I’m so sad». В то время как я действительно был погружён в свою маленькую трагедию, Джей действовал в совершенно другой панораме.
Маскис пригласил на роль вокалиста Чарли Накадзиму, также бывшего участника группы Deep Wound, и барабанщика Эммета «Патрика» Мёрфи, также известного как Мёрф, для пополнения состава группы. Маскис объяснил концепцию, лежащую в основе группы, как «страна, с кровоточащими ушами».
Первоначально группа называлась Mogo и их первый концерт состоял в кампусе Массачусетского университета в Амхерсте в первую неделю сентября 1984 года. Однако Накадзима воспользовался этим представлением, чтобы разразиться длинной антиполицейской тирадой. Маскис был так потрясён поведением Накадзимы, что на следующий день распустил группу. Несколько дней спустя Маскис пригласил Барлоу и Мёрфа создать новую группу, не сказав об этом Накадзиме. «Я был слишком слаб, чтобы выгнать его», — признался позже Маскис. — «Общение с людьми было постоянной проблемой в группе». Трио назвало себя Dinosaur, а Маскис и Барлоу взяли на себя обязанности ведущих вокалистов.

## Запись и музыка
Джей Маскис принял предложение Джерарда Кослоя выпустить альбом на Homestead Records. Участники группы Dinosaur записали свой дебютный альбом за 500 долларов в домашней студии в лесу за пределами Нортгемптона, штат Массачусетс. Автором всех песен был Маскис. Хоть обязанности ведущего вокалиста Лу Барлоу и Маскис делили, бо́льшую часть вокала исполнил Маскис, как и на последующих релиза группы и выполнен он с его фирменным носовой протяжностью, которое часто сравнивали с певцом Нилом Янгом. В записи альбома также участвовали инженеры Крис Диксон и Глен (полное имя не указано в буклете альбома). За художественное оформление отвечали фотограф Джейсон Талерман и художница Маура Джаспер.
Музыкальный стиль отличался от других андеграундных современников. На звучание альбома повлиял классический рок с использованием фидбэка, экстремальной громкости и динамики «громко-тихо», а также «гудящий» вокал фронтмена Маскиса. Характерной чертой вокального исполнения Маскиса является частое пение в нос. Кослой резюмировал музыку группы: «это был собственный причудливый гибрид. <…> Это была не совсем попса, это был не совсем панк—рок — это было совершенно своё». Некоторые композиции демонстрируют гораздо более тяжёлую, основанную на хардкор-панке сторону группы в таких песнях, как «Does It Float», «Mountain Man» и «Bulbs of Passion».

## Выпуск и продвижение
Альбом был выпущен в июле 1985 года на лейбле Hamersted Records. После выхода пластинки Dinosaur часто ездилb в Нью-Йорк, чтобы выступать там с концертами. На одном из своих концертов нью-йоркская альтернативная рок-группа Sonic Youth сначала не была впечатлена первым выступлением группы, которое они увидели, но, посмотрев, как они играют несколько месяцев спустя, подошли к группе, объявив себя их фанатами. Sonic Youth пригласили Dinosaur присоединиться к ним в турне по Северо-востоку и северному Среднему Западу Америки в сентябре 1986 года.

### Судебное разбирательство
Вскоре после выхода альбома You're Living All Over Me в 1987 году (встреченный критиками с огромным одобрением, он считается одной из важнейших записей в истории альтернативного рока) начались судебные прения с супергруппой под названием The Dinosaurs (в состав которой входят бывшие участники Country Joe and the Fish, Quicksilver Messenger Service, Hot Tuna, Grateful Dead и Jefferson Airplane) по поводу названия «Dinosaur». В итоге Dinosaur пришлось сменить имя на «Dinosaur Jr.».

## Критический приём
| Оценки критиков      | Оценки критиков |
| Источник             | Оценка          |
| -------------------- | --------------- |
| AllMusic             | [ 3 ]           |
| Entertainment Weekly | B               |
| Pitchfork Media      | 6.2/10          |

Критический приём альбома был встречен неоднозначно и позитивно. В ретроспективном обзоре для AllMusic Стивен Томас Эрлевайн дал альбому 3 звезды из 5 возможных, описав Dinosaur как имеющий несколько выдающихся песен, но в целом альбом «впечатляющий, но неравномерный» из-за того, что группа изо всех сил пытается объединить хардкор-панк, хард-рок с элементами экспериментальной музыки. На Pitchfork Media оценили альбом в 6,2 балла из 10, описав его как «грёбаный беспорядок» с чрезмерно длинными песнями, использующими слишком много стилей, чтобы быть последовательными.
На Entertainment Weekly рецензент Том Синклер был более благосклонен: «Джей Маскис пел, как Нил Янг в состоянии комы, и играл на гитаре, как какой-то франкенштейновский гибрид Хендрикса, Джимми Пейджа и Рона Эштона из The Stooges. <…> В общем, симпатичный вышел динозаврик».

## Список композиций
Слова и музыка всех песен — Джей Маскис.
| №                   | Название            | Длительность |
| ------------------- | ------------------- | ------------ |
| 1.                  | «Forget the Swan»   | 5:09         |
| 2.                  | «Cats in a Bowl»    | 3:35         |
| 3.                  | «The Leper»         | 4:04         |
| 4.                  | «Does It Float»     | 3:18         |
| 5.                  | «Pointless»         | 2:46         |
| 6.                  | «Repulsion»         | 3:04         |
| 7.                  | «Gargoyle»          | 2:11         |
| 8.                  | «Severed Lips»      | 4:02         |
| 9.                  | «Mountain Man»      | 3:28         |
| 10.                 | «Quest»             | 4:27         |
| Общая длительность: | Общая длительность: | 36:11        |

| №                   | Название               | Длительность |
| ------------------- | ---------------------- | ------------ |
| 1.                  | «Bulbs of Passion»     | 4:13         |
| 2.                  | «Forget the Swan»      | 5:09         |
| 3.                  | «Cats in a Bowl»       | 3:35         |
| 4.                  | «The Leper»            | 4:04         |
| 5.                  | «Does It Float»        | 3:18         |
| 6.                  | «Pointless»            | 2:46         |
| 7.                  | «Repulsion»            | 3:04         |
| 8.                  | «Gargoyle»             | 2:11         |
| 9.                  | «Severed Lips»         | 4:02         |
| 10.                 | «Mountain Man»         | 3:28         |
| 11.                 | «Quest»                | 4:27         |
| 12.                 | «Does It Float (Live)» | 3:54         |
| Общая длительность: | Общая длительность:    | 44:49        |

## Участники записи
| Dinosaur Jr. - Джей Маскис — вокал, гитара, перкуссия - Лу Барлоу — вокал, бас-гитара, синтезатор - Мёрф — вокал, синтезатор, барабаны | Производственный персонал - Крис Диксон — звукоинженер - Глен — звукоинженер - Джейсон Талерман — фотограф - Маура Джаспер — художественное оформление |